# Tessa Ferrer
Tessa Rose Ferrer (* 30. März 1986 in Los Angeles, Kalifornien) ist eine US-amerikanische Schauspielerin.

## Leben
Tessa Ferrer ist die Tochter der Sängerin Debby Boone und deren Ehemann Gabriel Ferrer. Ihre Großeltern väterlicherseits sind der Schauspieler José Ferrer und die Schauspielerin Rosemary Clooney, welche die Tante von George Clooney ist. Ihre Onkel sind die Schauspieler Miguel Ferrer, bekannt aus Crossing Jordan – Pathologin mit Profil und Navy CIS: L.A., und Rafael Ferrer. Ihr Großvater mütterlicherseits ist der Sänger Pat Boone.
Ihre Karriere begann Tessa Ferrer in einer Reihe von Kurzfilmen, bevor sie 2012 in einer Folge der Serie Episodic auftrat. Von 2012 bis 2014 war sie als Dr. Leah Murphy in der Krankenhausserie Grey’s Anatomy zu sehen. Gehörte ihre Figur in der neunten Staffel noch zur Nebenbesetzung, wurde sie für die zehnte Staffel zu einer Hauptrolle ausgebaut; 2016 und 2017 war sie in der 13. Staffel erneut als Nebenbesetzung zu sehen.

## Filmografie (Auswahl)
- 2008: Excision (Kurzfilm)
- 2009: Ramblin’ Round (Kurzfilm)
- 2009: Nobody’s Night (Kurzfilm)
- 2012: Modern Mad Men (Kurzfilm)
- 2012: Episodic (Fernsehserie, Folge 1x02)
- 2012: After the Triumph of Your Birth
- 2012–2014, 2016–2017: Grey’s Anatomy (Fernsehserie, 45 Folgen)
- 2013: Go for Sisters
- 2013: Abducted
- 2014: Extant (Fernsehserie, 6 Folgen)
- 2015: You’re the Worst (Fernsehserie, 5 Folgen)
- 2018: Insidious: The Last Key
- 2018: The Passing Parade
- 2018: Mr. Mercedes (Fernsehserie, 9 Folgen)
- 2019: Catch-22 (Fernsehserie, 5 Folgen)
- 2021–2023: Swagger (Fernsehserie, 18 Folgen)
- 2024: Grotesquerie (Fernsehserie, 2 Folgen)